# آناتولی فومنکو
آناتولی تیموفیویچ فومنکو (به روسی: Анатолий Тимофеевич Фоменко) (متولد ۱۳ مارس ۱۹۴۵ در استالینو، اتحاد جماهیر شوروی) ریاضیدان روسی، استاد دانشگاه دولتی مسکو و همچنین به عنوان یک مکان شناس شهرت دارد. او یکی از اعضای آکادمی علوم روسیه است. او بخاطر ارائه یک تئور علمی منطقی به نام کرونولوژیا جدید شناخته شده‌است.
نظریه جدید او گاه شماری جدید است نگاهی نو به رویداد های تاریخی 
و شناخت دروغ ها و شبه علم های رایج  او همچنین یکی از اعضای آکادمی علوم طبیعی روسیه نیز بوده‌است (۱۹۹۱).